# ピエール・コロンボ

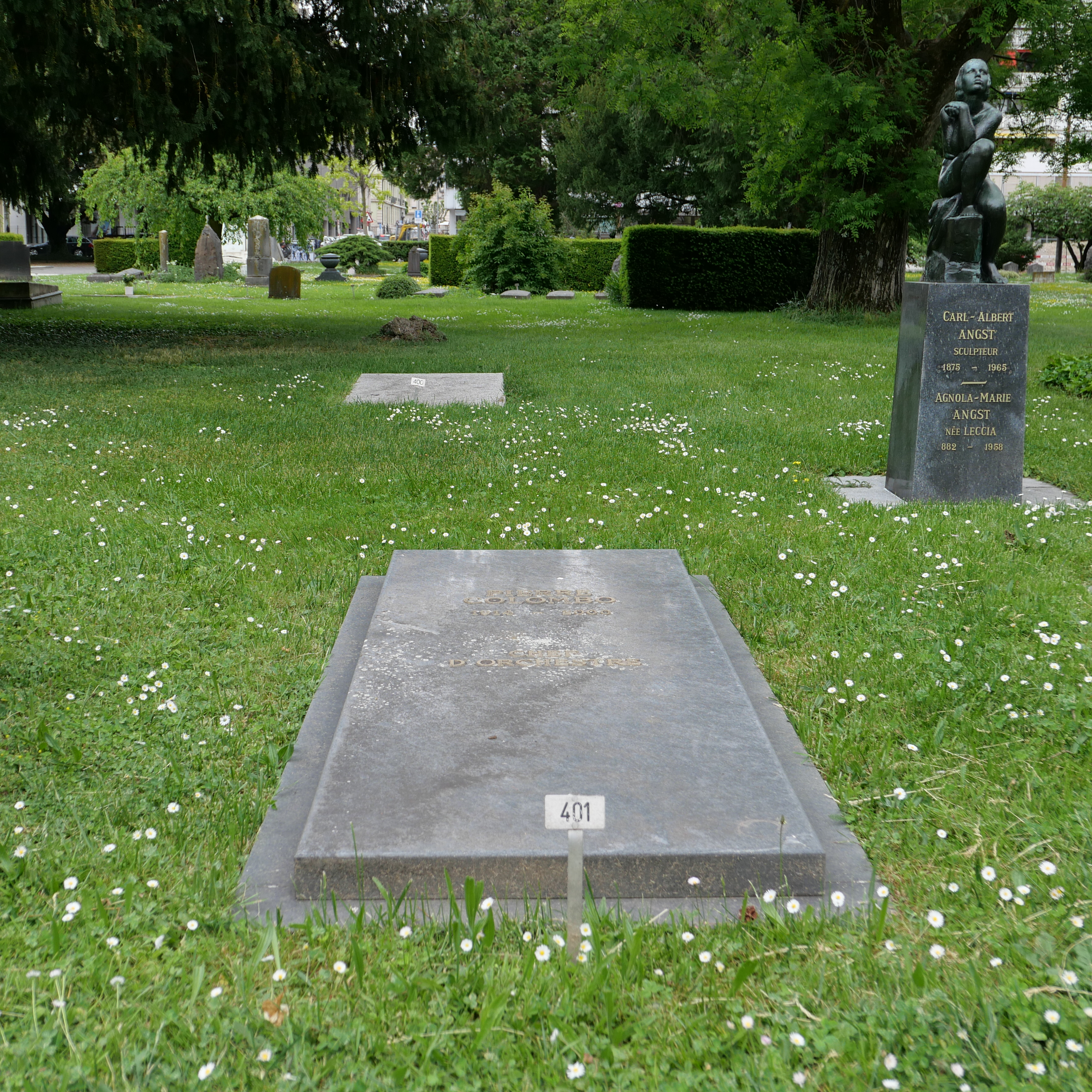
ジュネーブの王の墓地にあるピエールコロンボの墓

ピエール・コロンボ（Pièrre Colombo, 1914年5月22日 - 2000年6月30日）は、スイス出身の指揮者。
ヴォー州ラ・トゥール＝ド＝ペの生まれ。ローザンヌのリボピエール音楽院でフルートを学んだあと、バーゼル音楽院でハンス・ミュンヒとヘルマン・シェルヘンの各氏に指揮法を学んだ。1947年にローザンヌ・バッハ合唱団の指揮者になるとともに、スイス・ロマンド管弦楽団のエルネスト・アンセルメの助手を1967年まで務めた。1950年にはジュネーヴ室内管弦楽団を創設し、また南アフリカのヨハネスブルク市立管弦楽団やケープタウン市立管弦楽団などに客演した。1958年から1979年まで国際作曲家会議の議長を務め、1967年から1974年まで国際音楽評議会の執行委員も務めた。1979年から1988年までジュネーヴ国際音楽コンクールの審査員長も務めた。指揮活動は1987年に引退した。
ジュネーヴにて没。

## 註
1. ↑  bach-cantatas.com

| スタブアイコン | サブスタブ | この項目は、まだ閲覧者の調べものの参照としては役立たない、人物に関連した書きかけの項目です。この項目を加筆・訂正などしてくださる協力者を求めています（P:人物伝/PJ:人物伝）。 |